# Charles W. Moorman
Charles Wicliffe (Wick) Moorman IV (geboren 1953 in New Orleans (Mississippi, Vereinigte Staaten)) ist ein amerikanischer Eisenbahnmanager. Charles Moorman war Chairman und CEO der Norfolk Southern Corporation und vom 1. September 2016 bis 31. Dezember 2017 Präsident der staatlichen Bahngesellschaft Amtrak.

## Leben
Der Sohn des Fachmannes für mittelalterliche englische Literatur und Professor an der University of Southern Mississippi Charles W. Moorman III graduierte 1975 mit einem Bachelor of Arts im Bereich Civil Engineering (Tiefbau) am Georgia Institute of Technology. Gleichzeitig arbeitete er seit 1970 als Praktikant bei der Southern Railway. Sein erster Arbeitsbereich lag in den Unterhaltungs- und Transportabteilungen. 1987 nahm er eine Abfindung in Anspruch und begann ein Studium an der Harvard Business School. Nach dem Abschluss als Master of Business Administration 1989 begann er wieder bei der Bahngesellschaft zu arbeiten. Er arbeitete auf verschiedene Management-Positionen, unter anderem als Vizepräsident für Unternehmensplanung und Dienstleistungen, Vizepräsident für IT, Vizepräsident für Personal und Arbeitsangelegenheiten. Später war er für den Telekommunikationsbereich T³ (T-Cubed) zuständig.
Von 2004 bis 2013 war er Präsident der Norfolk Southern Railway. Vom 1. November 2005 bis 1. Juni 2015 war er CEO, vom 25. Januar 2005 bis zum 5. Januar 2016 war er Executive Director und vom 1. Februar 2006 bis zum 1. Oktober 2015 war er Executive Chairman der Norfolk Southern Corporation.
2010 erhielt er die Railroader-of-the-Year-Auszeichnung der Fachzeitschrift Railway Age.
Während seiner Amtszeit als Präsident von Norfolk Southern sorgte er dafür, dass auf den Strecken der Gesellschaft wieder Dampflokomotiven zu touristischen Zwecken eingesetzt werden konnten und er unterstützte die Restaurierung der Dampflokomotive der N&W-Klasse J Nr. 611.
Am 19. August 2016 wurde bekanntgegeben, dass er ab 1. September 2016 als neuer Präsident der staatlichen Personenverkehrsgesellschaft Amtrak bestätigt wurde. Am 31. Dezember 2017 beendete er diese Tätigkeit. Sein Nachfolger wurde Richard H. Anderson.
Charles Moorman ist seit 2012 im Aufsichtsrat von Chevron, sowie Mitglied der Hampton Roads Community Foundation, der National Academy of Engineering, des University of Virginia Medical Center Operating Board, des Virginia Business Council und Vorsitzender der Nature Conservancy of Virginia.
Er ist verheiratet und hat zwei Kinder.